# 楯岡満茂
楯岡 満茂（たておかみつしげ）は、戦国時代から江戸時代前期にかけての武将。最上氏の家臣。楯岡氏の当主。豊前守を称す。後に本城満茂と称した。

## 生涯
最上氏の庶流の一族で、出羽国楯岡城（山形県村山市楯岡）を領していた。天正14年（1586年）には小野寺義道の侵攻を最上義康と共に有野峠の戦いで苦戦しながらも撃退し、文禄4年（1595年）には最上軍の総大将として小野寺領の仙北郡に侵攻し、湯沢城を奪取し、その城を与えられ湯沢氏を称した。
慶長5年（1600年）の関ヶ原の戦いに関連して勃発した慶長出羽合戦では、上杉氏相手の合戦には赴かず、小野寺氏に対する押さえとして同地の守備にあたった。関ヶ原の合戦以後、最上氏の領地となっていた雄勝郡は佐竹氏の領地とされ、その代わりとして与えられた由利郡に慶長8年（1603年）に移る。居城した赤尾津城にちなんで赤尾津氏を一時名乗ったが、子吉郷に築いた本荘城（秋田県由利本荘市尾崎）に移ってからは本城氏を名乗る。
慶長17年（1612年）の最上氏の分別帳によれば、満茂の所領は4万5000石と最上家中における最高の禄高であった。しかし元和8年（1622年）、最上氏が幕命により改易されると、その身柄を酒井忠世に預けられた。
その後、赦されて忠世に仕え、客分として1200石を給される。この時その一族郎党も召し抱えられ、酒井家中で最上衆と呼ばれている。また、本城満慶と改名した。甥の親茂を継嗣としたが急逝したため、姪の子の満旨に跡を継がせた。寛永16年（1639年）死去と本城家譜に記されている。
墓所は前橋市の長昌寺。
子孫の本城氏は雅楽頭酒井家（前橋藩・姫路藩主家）の重臣として続いた。

## 系譜[5]
- 父：楯岡義郡
- 母：台明鏡公大姉（-天正14(1586)年10月23日）
- 兄弟姉妹
  - 姉：大山筑前守光因の母（1545-寛永元(1624)年7月7日）：法名は南昌院殿月船貞窓大姉
  - 弟：楯岡満広：兄・満茂が本城城に移ったあと、楯岡城主になる
  - 妹：延沢某の妻
  - 弟：楯岡高茂
- 正室：山家家高の娘（-寛文8(1668)年10月17日）：法名は鏡清院殿明窓春光大姉
  - 長女：大山筑前守光因の妻（1576-明暦元(1655)年5月18日）：法名は香林院殿華清貞春大姉
  - 次女：於珍女郎：大山光隆の妻（1607-寛永14(1637)年5月2日）：法名は明窓貞珠大禅定尼[6]
  - 三女：楯岡親茂の妻（1611-延宝9(1681)年6月2日）：法名は源高院殿花庵長栄大姉

- 側室：妙寿院殿釈尼離貞（1568-明暦3(1657)年5月11日）

- 養子：楯岡親茂（-寛永7(1630)年5月13日）：楯岡満茂の弟・満広の長男
- 養子：楯岡満旨（1631-元禄6(1693)年10月16日）：楯岡満茂の弟・満広の次女の三男